# Thallarcha lechrioleuca
Thallarcha lechrioleuca är en fjärilsart som beskrevs av Turner 1940. Thallarcha lechrioleuca ingår i släktet Thallarcha och familjen björnspinnare. Inga underarter finns listade i Catalogue of Life.